# Jeison Moreno
Jeison Moreno (Cali, Valle, Colombia; 8 de abril de 1991) es un futbolista colombiano. Juega como centrocampista.

## Trayectoria
8 años en divisiones menores en América. Hizo todo el proceso de divisiones menores donde logró jugar 3 torneos internacionales y 2 Copas de las Americas 2007 y 2008 y 1 torneo fedeguayas en Ecuador sub-18 en el 2007.
Campeón con la reserva de América de Cali Torneo Copa el país 2007.
2 convocatorias a selecciones valle 2006 y 2009,
4 convocatorias a Selección Nacional de Colombia sub-20.
2 torneos internacionales con la Selección Colombia : Cuadrangular Maracaibo Venezuela sub-20 y Suramérica sub-20 Paraguay 2010 copa Macdonals donde se coronó Campeón.
Marcó su primer gol con millonarios el 28 de agosto de 2012, al minuto 77 el segundo gol de su equipo en la victoria del embajador 2-0 sobre el Real Cartagena sentenciando una victoria que cortaba una racha de varios años de malos resultados del conjunto azul en la ciudad heroica

## Clubes
| Club                     | País     | Año       | Partidos | Goles |
| ------------------------ | -------- | --------- | -------- | ----- |
| América de Cali          | Colombia | 2008-2010 | 25       | 0     |
| Boyacá Chicó             | Colombia | 2010-2011 | 5        | 0     |
| Millonarios              | Colombia | 2012      | 3        | 1     |
| Universitario de Popayán | Colombia | 2014-2015 | 32       | 2     |

## Palmarés

### Campeonatos nacionales
| Título              | Club            | País     | Año  |
| ------------------- | --------------- | -------- | ---- |
| Torneo Finalización | América de Cali | Colombia | 2008 |
| Torneo Finalización | Millonarios     | Colombia | 2012 |